# 第77號弦樂四重奏 (海頓)
C大調第77號弦樂四重奏，作品76之3，又名《皇帝四重奏》（德語：Kaiserquartett），是约瑟夫·海顿的一首弦樂四重奏作品。
此曲寫於1797年，65岁的海頓从伦敦归来后完成作品，并献给了艾德蒂伯爵。1799年作品出版。
別稱《皇帝》來自於第二乐章以《帝皇颂》为主题的四段变奏曲，這段主題則是海顿为弗朗西斯二世所写的。1952年，這段旋律被訂為德國國歌。其歌詞則來自奥古斯特·海因里希·霍夫曼·冯·法勒斯莱本的《德意志之歌》（1841年）。

## 分析

### 各樂章主題
1. 第一樂章
2. 第二樂章
3. 第三樂章
4. 終曲